# Wessen Straße ist die Straße
Wessen Straße ist die Straße ist ein Kurzdokumentarfilm von Jens Becker von 1988 über die Husemannstraße in Berlin-Prenzlauer Berg.

## Inhalt
Eine westdeutsche Besuchergruppe  wird von einer  DDR-Reiseleiterin durch die sanierte Straße geführt, es wird dabei das damals einzige Frisörmuseum der Welt gezeigt. Der Filmemacher  befragt  Anwohnerinnen nach ihren Erfahrungen. Dabei wird deutlich, dass die Wohnungen innen nicht saniert wurden und teilweise immer noch feucht sind. Auch ein Droschkenkutscher wird befragt.
Es sind außerdem Aufnahmen von unsanierten Innenhöfen und Straßenfassaden zu sehen.

## Hintergründe
Die Straßenfassade der Husemannstraße wurde Mitte der 1980er Jahre aufwändig saniert, als ein Vorzeigeprojekt für die 750-Jahr-Feier Berlins im Jahre 1987. Sie wurde seitdem von vielen Touristen aus dem In- und Ausland besucht, es wurden  auch mehrere Filme gedreht.
Wessen Straße ist die Straße war eine filmische Übung von Jens Becker und weiteren Studenten der Filmhochschule Babelsberg. 
Er wurde 2018 im Kino Babylon, 2022 im Filmtheater am Friedrichshain, 2014 im Zeughauskino und im Stadtbezirksmuseum Prenzlauer Berg  gezeigt. Der Film ist auch auf der DVD Prenzlauerberginale Kiez 1965–2004 enthalten.